# منطقه شی‌آن (مودان‌جیانگ)
منطقه شی‌آن (به چینی: 西安区) یک منطقه در شهر مودان‌جیانگ، استان هئی‌لونگ‌جیانگ چین است.
مناطق شهریِ اصلیِ مرکز «شهر در سطح ولایت» مودان‌جیانگ متشکل از ۴ منطقه می‌باشد. این منطقه، یکی  از این مناطق چهارگانه را تشکیل می‌دهند. نواحی شرقی شهر (در شمال رودخانهٔ مودان)، در حوزهٔ منطقه یانگ‌مینگ، مرکز شهر (در شمال رودخانه) و نواحی جنوب رودخانه در حوزهٔ منطقه دونگ‌آن، نواحی شمالی شهر در حوزهٔ منطقه آی‌مین، و غرب شهر (در شمال رودخانه)، در حوزهٔ منطقه شی‌آن قرار دارند. 

## خصوصیات
منطقه شی‌آن ۳۷۵٫۸۲ کیلومترمربع مساحت و ۲۴۲٬۴۱۲ نفر جمعیت دارد.

## تقسیمات اداری
منطقه شی‌آن به ۶ ناحیه، ۱ شهرک، و ۱ قصبه قومیتی (مختص کره‌ای‌ها) تابعه تقسیم شده است. 
- ناحیه جیانگ‌بین (江滨街道، Jiāngbīn jiēdào)
- ناحیه شیان‌فنگ (先锋街道، Xiānfēng jiēdào)
- ناحیه لی‌شین (立新街道، Lìxīn jiēdào)
- ناحیه مودان (牡丹街道، Mǔdān jiēdào)
- ناحیه هووجو (火炬街道، Huǒjù jiēdào)
- ناحیه یان‌جیانگ (沿江街道، Yánjiāng jiēdào)

- شهرک ون‌چون (温春镇، Wēnchūn zhèn)

- ‌ قصبه قومیتی کره‌ای های‌نان/هه‌نام (海南朝鲜族乡، Hǎinán cháoxiǎnzú xiāng)(해남조선족향، Haenam josŏnjok hyang)